# Crying in the Club
"Crying in the Club" là đĩa đơn duy nhất của ca sĩ Camila Cabello. Nó đã được viết bởi Cabelo, Sia, và Benny Blanco và sản xuất bởi Blanco, Happy Perez và Cashmere Cat. Với gia điệu pop và dance, bài hát đã được phát hành vào ngày 19 tháng 5 năm 2017 là đĩa đơn từ album đầu tay của cô Camila, sau đó mang tên The Hurting. The Healing. The Loving.
Mặc dù là thường cũng đã nhận được từ các nhà phê bình, chỉ quản lý để đạt được vừa biểu đồ thành công và như vậy, đã được bỏ qua từ album.. Bài hát được phát hành đầu tiên như là một nghệ sĩ kể từ khi cô ấy khởi hành từ các cô gái, Thứ năm Harmony.

## Nền và phát hành
Cabello đã hợp tác với nhà sản xuất Benny Blanco và Cashmere Cat trên sau này của bài hát "Love Incredible", ghi vào Tháng năm 2016. Sau Cabello khởi hành từ các cô gái, Thứ năm, Harmony, và sau năm viết trong thời gian chết, cô ấy bắt đầu viết bài hát một cách nghiêm túc cho ra mắt của cô. Trong tháng 11 năm 2016, trong một bản demo, và cả sáng tác bài hát. Sau khi Blanco được cung cấp "Crying in the Club", Cabello viết lại bài hát của cây cầu và ghi lại. 
Bài hát được phát hành vào ngày 19-5-2017 theo nhạc số và truyền dịch vụ, theo một số âm nhạc hợp tác bởi Cabello, bao gồm "Bad Things" cùng Machine Gun Kelly–lọt vào top 10 nhiều Bảng xếp hạng. "Crying in the Club" được đài phát thanh phát vào ngày 23, 2017.